# 証拠性 (言語学)
証拠性（しょうこせい、evidentiality）とは、ある発言の情報源がどのようなものかということによって語のかたちを変える文法範疇である。
証拠性の標識は、意味論の観点から、直接証拠性を表す形式 (direct evidentials) と間接証拠性を表す形式 (indirect evidentials) に区分できる。直接証拠性は、話者自身が視覚・聴覚、あるいはその他の知覚を通して得た情報に対して用いられる。一方、間接証拠性は話者が推量や伝聞を通して得た情報を表す。

## 概要
コロンビアのバウペス県で話されているタリアナ語では、実際に見たこと、音を聞いてわかったこと、目に見える証拠から推量したこと、すでに知っていることから推量したこと、人から聞いたことはそれぞれ情報源が異なるので、異なる動詞のかたちで表現される。
現代日本語の例を挙げれば、他者からの情報に基づく伝聞「（する）そうだ」、感覚的情報に基づく様態「（し）そうだ」（未来あるいは直接確認できないことを表現する）、何らかの情報に基づく推定「らしい」「ようだ」のように、助動詞で表される区別がこれに当たる。
古語の過去を表す助動詞で、直接経験などに基づく確定的過去を表す「き」と、それ以外の（現在から見た）過去あるいは詠嘆を表す「けり」の区別も、証拠性の表現である。
推量や可能性、蓋然性を示す「だろう」「かもしれない」「にちがいない」などについては、証拠の種類ではなく蓋然性の程度を示す形式であり、証拠性とは分ける考えが一般的である。英語でもこれらについてはwould、might、mustなどの法助動詞による一般的表現形式がある。

## 分類
情報源の差異を文法的に表す言語においても、どのような証拠性の範疇を持つかは一様でない。例えば、沖縄本島で話されるウチナーヤマトグチの動詞では、直接証拠性を明示する「(し) よった」が、単なる過去形とは区別して用いられる。
- 「あいつが食べヨッタ。」 (あいつが食べるのを私は見た)

一方、言語によっては更に複雑な証拠性の体系が見られる。カリフォルニア州の先住民諸語の一つ東ポモ語では、動詞が非視覚・推論・伝聞・直接知識のいずれかを表す接尾辞を取る。
| 証拠性のタイプ | 例                    | 訳                                                    |
| -------------- | --------------------- | ----------------------------------------------------- |
| 非視覚         | bi·Yá pʰa·bé-kʰ-ink’e | 「手を火傷した」 (今もヒリヒリする)                   |
| 推論           | bé·k-al pʰa·bék-ine   | 「彼らは火傷したようだ」 (バンドエイドをしているので) |
| 伝聞           | bé·k-al pʰa·bék-·le   | 「彼らは火傷したそうだ」 (そう伝え聞いた)             |
| 直接知識       | mí-p-al pʰa·bék-a     | 「彼は火傷した」 (又聞きでなく目撃した)               |

アレクサンドラ・アイケンヴァルトは、通言語的によく見られる証拠性の範疇として、視覚 (visual)・非視覚感覚 (non-visual sensory)・推論 (inference)・想定 (assumption)・伝聞 (hearsay)・引用 (quotative) の6つを挙げている。なお、嗅覚や味覚専用の証拠性形式を持つ言語は確認されていないが、これらは聴覚 (非視覚感覚) に対する形式を用いて表されることがある。

## 他の文法現象との連関
証拠性はしばしば、時制・アスペクトといった他の文法範疇と同一の形式により表される。証拠性が過去時制でのみ標示される言語も珍しくない (後述)。また、様々な証拠性の範疇を備えた言語であっても、それらが陳述文以外の文 (疑問文や命令文)、及び主節以外の節で全て区別されるとは限らない。例えば、非視覚・推論・伝聞・直接知識の4つを区別する東ポモ語において、従属節や命令文には証拠性接尾辞が一切現れない。

### 時制
言語によっては、直接証拠性と間接証拠性の対立が過去時制でのみ出現する。例えば、トルコ語の過去接辞-diは話者が直接得た情報を、-mişは間接的に得た情報を表す:
Ahmet
アフメト
gel-di
来る-過去.直接証拠
「アフメトが来た。」(話者がその場にいた)
Ahmet
アフメト
gel-miş
来る-過去.間接証拠
「アフメトが来た。」(話者はその場面にいなかった)
なお、話者が目撃した事象であっても、驚嘆や賛辞を言表する際に-mişが用いられることもある。スコット・デランシーは、トルコ語の-mişをミラティビティの標識として記述した。

## 地理的分布
証拠性の標識を持つ言語は世界中に見られるが、その分布には地理的な偏りが見られる
- アフリカの言語には証拠性の標識が殆ど見られない。
- ヨーロッパでは間接証拠性のみを持つ言語がよく見られる。
- 直接証拠性と間接証拠性の両方を持つ言語は、アメリカ合衆国西部、アマゾン西部、コーカサス、ヒマラヤ山脈地域周辺に集中している。
- アメリカ州の言語は基本的に間接証拠性の標識を備えている。
- 太平洋諸島やニューギニアでは証拠性の標示がやや稀である。

チベット・ビルマ語派の中でも、チベット諸語にはとりわけ複雑な証拠性の体系が見られる。
タリアナ語をはじめ、バウペス川の周辺地域では、南アメリカの言語の中でも、特に複雑な証拠性の体系が見られる。